# Utro (film fra 2016)
|  | Denne artikel er oprettet af botten Steenthbot ud fra en ekstern database. Den kan derfor have sproglige fejl eller mangler. Denne skabelon kan fjernes efter kontrol af indholdet. |

 For alternative betydninger, se Utro. (Se også artikler, som begynder med Utro)
Utro er en dansk børnefilm fra 2016 instrueret af Daniel Lindekilde Engberg.

## Handling
To mormoner møder modstand i deres arbejde med at sprede Guds budskab. Efter mange forsøg bliver de budt velkommen af en gammel dame. Hvad der udfolder sig hos hende, vil ændre dem og deres syn på deres religion for evigt.

## Medvirkende
- Christian Otzen, Ældste Hansen
- Jeppe Gabriel Spence, Ældste Meyer
- Ester Larsen, Gertrud